# Thomas Heurtaux
Pour les articles homonymes, voir Heurtaux.
Thomas Heurtaux, né le 3 juillet 1988 à Lisieux, est un footballeur français qui évolue au poste de défenseur central.
Défenseur central formé au SM Caen, il signe en mai 2012 à l'Udinese, club de Serie A italienne, où il trouve au fur et à mesure une place de titulaire, jusqu'à attirer d'autres clubs.

## Carrière
Formé au Stade Malherbe de Caen où il arrive à 15 ans, en 2003, il est sélectionné régulièrement en équipe de France de sa catégorie, et notamment en équipe de France des moins de 19 ans lors des éliminatoires de l'Euro 2007. 

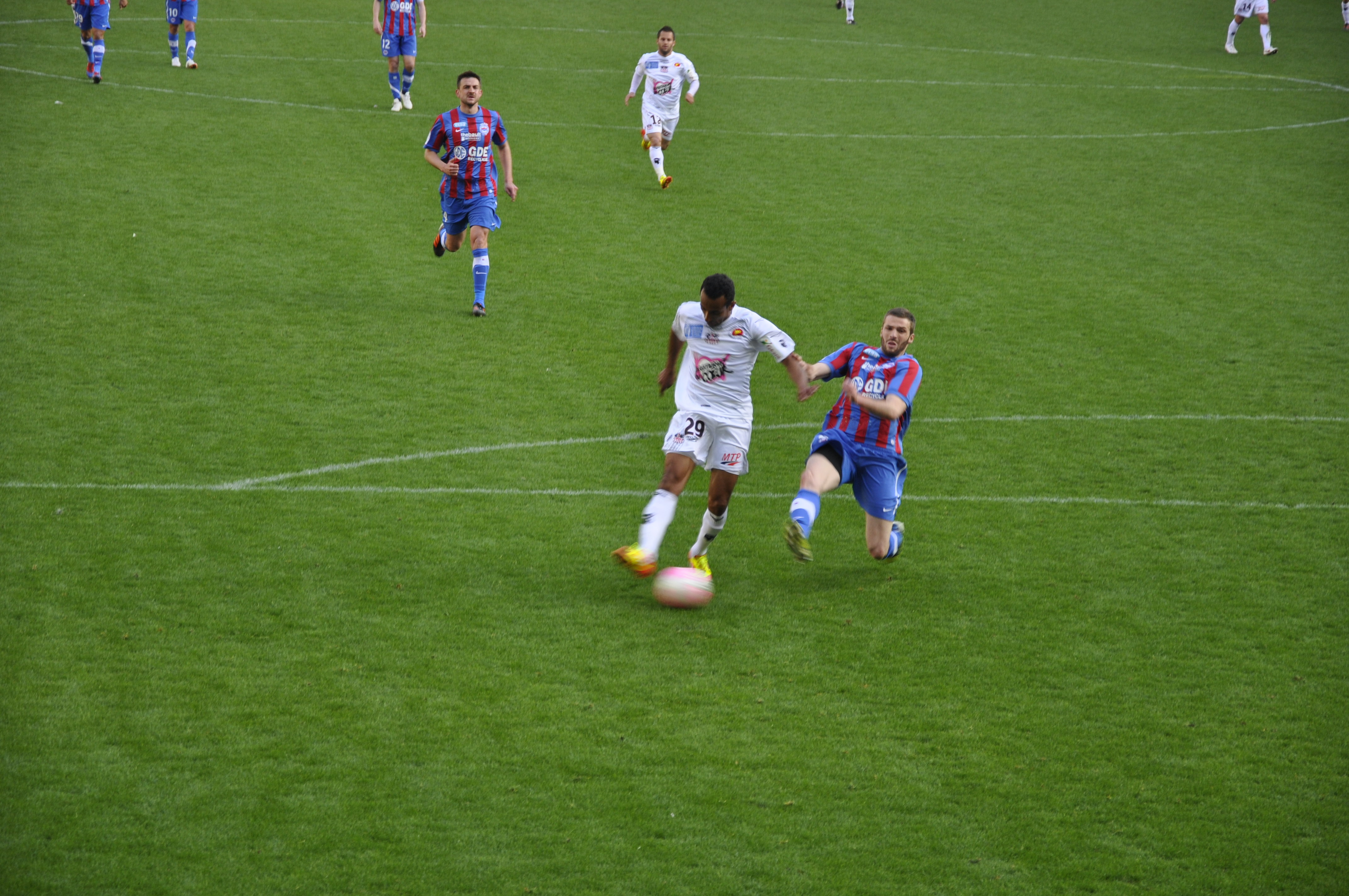
Heurtaux tentant de stopper l'attaquant de l'AC Ajaccio Eduardo en 2012

Alors qu'il n'a pas encore fait ses débuts en équipe première, il signe en 2008 un premier contrat de trois ans avec son club formateur, avant d'être prêté à l'AS Cherbourg, un club voisin évoluant en National, pour acquérir du temps de jeu. À son retour, le 10 août 2009, il joue son premier match avec l'équipe première du Stade Malherbe contre le FC Nantes, en Ligue 2. Il s'impose rapidement comme titulaire dans l'axe de la défense caennaise, poussant Jérémy Sorbon sur l'aile droite. En fin de saison, alors que le club normand a remporté le championnat et gagné son retour dans l'élite, Heurtaux est sélectionné en équipe de France des moins de 20 ans pour jouer le Tournoi de Toulon 2010 en mai 2010. Il joue trois matchs, contre le Japon (4-1), le Chili (2-1) et la Côte d'Ivoire (2-1). À l'intersaison, il prolonge son contrat à Caen jusqu'en 2013.
Le 7 août 2010, il joue son premier match de Ligue 1 contre l'Olympique de Marseille et marque son premier but, de la tête, lors de la défaite de Caen à Rennes (3-2) trois semaines plus tard. Il confirme bientôt ses bonnes dispositions de la saison précédente, faisant notamment parler sa puissance et formant un duo complémentaire avec Grégory Leca. Il entame en 2011 une seconde saison consécutive en L1 après le maintien du club normand dans l'élite. Le 2 mai 2012, il inscrit un but exceptionnel contre Lorient qui offre un succès capital à Caen en vue du maintien ; malheureusement, trois défaites lors des trois dernières journées sont fatales au club normand, qui est finalement relégué en Ligue 2. 
Le 24 mai 2012, alors qu'il lui reste une année de contrat à Caen, il est officiellement transféré à l'Udinese Calcio pour environ 2 millions d'euros ; il y signe un contrat de trois ans.
Le 12 juillet 2017, il est prêté au Hellas Vérone pour un an avec option d'achat.

## Palmarès
- SM Caen
  - Champion de France de Ligue 2 en 2010

## Statistiques
| Saison                | Club                  | Championnat           | Championnat | Championnat | Coupe nationale | Coupe nationale | Coupe de la Ligue | Coupe de la Ligue | Compétition(s) continentale(s) | Compétition(s) continentale(s) | Compétition(s) continentale(s) | Total | Total |
| Saison                | Club                  | Division              | M.          | B.          | M.              | B.              | M.                | B.                | Comp.                          | M.                             | B.                             | M.    | B.    |
| 2008-2009             | AS Cherbourg (prêt)   | National              | 25          | 1           | 1               | 0               | -                 | -                 | -                              | -                              | -                              | 26    | 1     |
| 2009-2010             | SM Caen               | Ligue 2               | 30          | 0           | 3               | 0               | -                 | -                 | -                              | -                              | -                              | 33    | 0     |
| 2010-2011             | SM Caen               | Ligue 1               | 31          | 0           | 1               | 0               | 2                 | 0                 | -                              | -                              | -                              | 34    | 0     |
| 2011-2012             | SM Caen               | Ligue 1               | 36          | 5           | -               | -               | 1                 | 0                 | -                              | -                              | -                              | 37    | 5     |
| Sous-total            | Sous-total            | Sous-total            | 97          | 5           | 4               | 0               | 3                 | 0                 | -                              | -                              | -                              | 104   | 5     |
| 2012-2013             | Udinese Calcio        | Serie A               | 17          | 0           | 1               | 0               | -                 | -                 | C1+C3                          | 0+2                            | 0+0                            | 20    | 0     |
| 2013-2014             | Udinese Calcio        | Serie A               | 32          | 4           | 4               | 0               | -                 | -                 | C3                             | 3                              | 0                              | 39    | 4     |
| 2014-2015             | Udinese Calcio        | Serie A               | 26          | 1           | 2               | 0               | -                 | -                 | -                              | -                              | -                              | 28    | 1     |
| 2015-2016             | Udinese Calcio        | Serie A               | 15          | 0           | 1               | 0               | -                 | -                 | -                              | -                              | -                              | 16    | 0     |
| 2016-2017             | Udinese Calcio        | Serie A               | 12          | 0           | 1               | 0               | -                 | -                 | -                              | -                              | -                              | 13    | 0     |
| Sous-total            | Sous-total            | Sous-total            | 102         | 5           | 9               | 0               | -                 | -                 | -                              | 5                              | 0                              | 116   | 5     |
| 2017-2018             | Hellas Vérone (prêt)  | Serie A               | 17          | 0           | 2               | 0               | -                 | -                 | -                              | -                              | -                              | 19    | 0     |
| 2018-2019             | MKE Ankaragücü        | Süper Lig             | 4           | 0           | 1               | 0               | -                 | -                 | -                              | -                              | -                              | 5     | 0     |
| 2019-2020             | US Salernitana        | Serie B               | 6           | 0           | -               | -               | -                 | -                 | -                              | -                              | -                              | 6     | 0     |
| 2020-2021             | FK Pohronie           | Super Liga            | 16          | 0           | 1               | 0               | -                 | -                 | -                              | -                              | -                              | 17    | 0     |
| Total sur la carrière | Total sur la carrière | Total sur la carrière | 267         | 11          | 18              | 0               | 3                 | 0                 | -                              | 5                              | 0                              | 293   | 11    |